# Jaroslav Marvan
Jaroslav Marvan (11. prosince 1901 Žižkov – 21. května 1974 Praha) byl český herec.

## Mládí
Narodil se a vyrůstal na pražském předměstí, tehdy samostatném Žižkově. Vystudoval reálné gymnázium Karla Sladkovského a stejně jako jeho otec se stal zaměstnancem pošty. Pracoval v pražském Zeměpisném ústavu a na ředitelství pošt. Po několika letech praxe byl vyslán do Užhorodu na Podkarpatskou Rus (ta byla v té době součástí Československa). Zde působil v letech 1920–1923 a zde začal hrát ochotnické divadlo. Pokračoval ochotnicky i později v Praze v žižkovském divadle Deklarace a také ve Švandově divadle.
Po návratu do Prahy byla jeho hlavním zaměstnáním práce výběrčího úvěrů. Když si údajně stěžoval svému příteli a spolužákovi, blíže neurčenému Josefu Čapkovi[zdroj?], že se stydí vymáhat od lidí peníze, Čapek mu pomohl dostat se k divadlu k Burianovi.

## Divadelní kariéra
Bylo mu v té době 24 let, stal se hostujícím hercem v Divadle Vlasty Buriana s gáží třicet korun za představení. V roce 1926 se stal profesionálním hercem a Burianovým dvorním „nahrávačem“. V období protektorátu, v roce 1943, přestoupil do Divadla na Vinohradech, kde zůstal až do roku 1950, kdy po rozdělení souborů přešel do Městských divadel pražských a zde hrál až do roku 1954. V roce 1954 se stal členem činohry Národního divadla, kde působil až do svého odchodu do důchodu v roce 1972.

## Filmová kariéra
Účinkoval ve 212 filmech a 40 televizních inscenacích, stal se tak jedním z nejobsazovanějších českých herců. První film se jmenoval Falešná kočička (1926) a poslední Noc na Karlštejně z roku 1973. Hrál téměř ve všech Burianových filmech. Vystupoval též v televizním seriálu Hříšní lidé města pražského, kde ztvárnil postavu kriminálního rady Vacátka i v navazujících celovečerních filmech. Též v seriálu F. L. Věk (kmotr Havránek), namluvil i jednu z postav ve večerníčku Broučci (1966).

## Ocenění
- 1940 – Národní cena (za filmové role a úlohu přednosty Sýkory v Katakombách) [5]
- 1951 – Státní cena
- 1953 – titul zasloužilý umělec
- 1971 – titul národní umělec

## Soukromý život
Jaroslav Marvan bydlel s manželkou Marií ve vilové čtvrti Třebešín ve Strašnicích v ulici K Červenému dvoru 677. Marie byla původně také herečka a jejich manželství bylo bezdětné. Marvan si v roce 1960 pořídil nemanželskou dceru Alenu se svou milenkou Alenou Jančaříkovou, roz. Smíškovou (1927–1961), která byla rok poté nalezena mrtvá za nejasných okolností ve svém bytě. Měl staršího bratra Josefa, který hrál ochotnické divadlo, narukoval k plzeňskému regimentu a jako důstojník padl u srbského města Novi Sad.
Od roku 1960 vlastnil Marvan chalupu v obci Výšice na Blatensku, kam se jezdil rekreovat.

## Filmové role, výběr

### 20. léta
- 1926 Dobrý voják Švejk – role: strážník
- 1926 Falešná kočička – role: strážník
- 1926 Lásky Kačenky Strnadové (němý film) – role: senátor David Hradecký
- 1928 Modrý démant – role: číšník
- 1928 Páter Vojtěch – role: starosta obce Knotek
- 1929 Plukovník Švec – role: srbský major Blagotič
- 1929 Svatý Václav – role: slovanský kníže

### 30. léta
- 1930 Když struny lkají – role: ředitel baru
- 1930 C. a k. polní maršálek – role: sluha pravého polního maršálka
- 1931 Aféra plukovníka Rédla – role: vyšetřující soudce
- 1931 Miláček pluku – role: kaprál Růžička
- 1931 Muži v offsidu – role: policejní komisař
- 1931 Psohlavci – role: plukovník
- 1931 Karel Havlíček Borovský – role: komisař
- 1931 To neznáte Hadimršku – role: Bruckmann
- 1931 Třetí rota – role: člen výboru odboje
- 1931 Dobrý voják Švejk – role: plukovník Kraus
- 1932 Děvčátko, neříkej ne! – role: policejní komisař
- 1932 Funebrák – role: otec svedené dcery
- 1932 Malostranští mušketýři – role: ředitel divadla
- 1932 Šenkýřka U divoké krásy – role: továrník Konrád
- 1932 Růžové kombiné – role: advokát
- 1932 Kantor Ideál – role: Suchého spolužák
- 1932 Písničkář – role: úředník na poště
- 1932 Anton Špelec, ostrostřelec – role: Kačaba
- 1933 Pobočník Jeho Výsosti – role: plukovník
- 1933 Záhada modrého pokoje – role: policejní inspektor
- 1933 Okénko – role: policejní komisař
- 1933 Svítání – role: člen správní rady
- 1933 S vyloučením veřejnosti – role: filmový režisér
- 1933 Revizor – role: hejtman
- 1933 Řeka – role: vedoucí hotelu
- 1934 Mazlíček – role: dozorce
- 1934 Anita v ráji – role: generální ředitel
- 1934 Za řádovými dveřmi – role: plukovník v.v. Dubrovnický
- 1934 Tři kroky od těla – role: předseda spolku věřitelů
- 1934 Hrdinný kapitán Korkoran – role: inspektor
- 1934 Pokušení paní Antonie – role: sekční šéf
- 1934 U nás v Kocourkově – role: ředitel trestnice
- 1934 Nezlobte dědečka – role: ředitel nervového sanatoria
- 1934 Grandhotel Nevada – role: prof. Cogan
- 1934 Na růžích ustláno – role: ředitel hotelu
- 1934 Pozdní máj – role: nadlesní Rys
- 1935 Ať žije nebožtík – role: Durieux
- 1935 Jedna z milionu – role: policejní inspektor
- 1935 Hrdina jedné noci – role: starosta
- 1935 Pan otec Karafiát – role: stárek
- 1935 První políbení – role: prof. Donát
- 1935 Jedenácté přikázání – role: starosta
- 1935 Milan Rastislav Štefánik – role: srbský major
- 1935 Jánošík – role: pandur
- 1936 Vlaštovky v hotelu – role: ředitel hotelu
- 1936 Komediantská princezna – role: advokát
- 1936 Sextánka – role: ředitel gymnázia
- 1936 Tři muži ve sněhu – role: ředitel Bártových závodů
- 1936 Divoch – role: bankéř Pechan
- 1936 Ulička v ráji – role: magistrátní úředník
- 1936 Trhani – role: pokladník
- 1936 Lojzička – role: sedlák
- 1936 Manželství na úvěr – role: notář
- 1936 Švadlenka – role: profesor přírodopisu
- 1936 Páter Vojtěch – role: otec Dvorecký
- 1936 Vzdušné torpédo 48 – role: gen. Herold
- 1937 Lidé na kře – role: ministr
- 1937 Rozvod paní Evy – role: MUDr. Mudroň
- 1937 Harmonika – role: podnikatel Pač
- 1937 Srdce na kolejích – role: topič Marek
- 1937 Advokátka Věra – role: majitel koloniálu
- 1937 Švanda dudák – role: Trnka
- 1937 Jarčin profesor – role: ředitel baru
- 1937 Důvod k rozvodu – role: ředitel zastavárny
- 1937 Poručík Alexander Rjepkin – role: plukovník
- 1937 Tři vejce do skla – role: lékař
- 1937 Batalion – role: státní návladní
- 1937 Armádní dvojčata – role: bankéř Novák
- 1937 Lízin let do nebe – role: Brdlička
- 1937 Klatovští dragouni – role: advokát Chytra
- 1937 Lidé pod horami – role: Havrda
- 1937 Hordubalové – role: soudní znalec
- 1938 Hrdinové hranic – role: ordonance
- 1938 Škola života – role: profesor
- 1938 Boží mlýny – role: advokát
- 1938 Děti na zakázku – role: notář Pavlík
- 1938 Milování zakázáno – role: Brejcha
- 1938 Její pastorkyně – role: doktor
- 1938 Cestou křížovou – role: ředitel velkostatku
- 1938 Ducháček to zařídí – role: Kurt Bertrand
- 1938 Klapzubova XI. – role: fotbalový nadšenec Novák
- 1938 Vandiny trampoty – role: policejní inspektor
- 1938 Stříbrná oblaka – role: MUDr. Moravec
- 1938 Manželka něco tuší – role: dr. Šmejkal
- 1938 Škola základ života – role: prof. Kolísko, češtinář
- 1938 Bláhové děvče – role: Kosina
- 1938 Pozor, straší – role: notář Jan Setunský
- 1938 Soud boží – role: předseda soudu
- 1938 Zborov – role: plukovní lékař
- 1938 Malí velcí podvodníci – role: Brdička
- 1939 Studujeme za školou – role: ředitel obchodní akademie
- 1939 Umlčené rty – role: varhaník Urban
- 1939 Lízino štěstí – role: starosta Brdička
- 1939 V pokušení – role: továrník Kolár
- 1939 U pokladny stál – role: MUDr. Brunner
- 1939 Děvče z předměstí – role: Květinský
- 1939 Venoušek a Stázička – role: Huňáček
- 1939 Paní Morálka kráčí městem – role: prof. Černý
- 1939 Teď zas my – role: továrník Hložek
- 1939 Její hřích – role: inspektor
- 1939 Bílá jachta ve Splitu – role: příbuzný
- 1939 Tulák Macoun – role: prof. Vlach
- 1939 Kristián – role: ředitel Král
- 1939 Dobře situovaný pán – role: starožitník Samek
- 1939 Ulice zpívá – role: klaun Revelli, zpěvák a hráč na kytaru Josef Rozhuda
- 1939 Svátek věřitelů – role: dr. Losman
- 1939 Cesta do hlubin študákovy duše – role: prof. Vobořil
- 1939 U svatého Matěje – role: notář
- 1939 Paní Kačka zasahuje – role: starosta
- 1939 Srdce v celofánu – role: starosta Herodes

### 40. léta
- 1940 To byl český muzikant – role: baron Hrubý
- 1940 Katakomby – role: přednosta Sýkora
- 1940 Píseň lásky – role primář v porodnici
- 1940 Přítelkyně pana ministra – role: ministr Novák
- 1940 Konečně sami – role: advokát Lehovec
- 1940 Muzikantská Liduška – role: Liška
- 1940 Baron Prášil (1940) – role: Bedřich Benda
- 1940 Pelikán má alibi – role: inspektor
- 1940 Dva týdny štěstí – role: generální ředitel Novák
- 1940 Poznej svého muže – role: velkostatkář Králíček
- 1941 Střevíčky slečny Pavlíny – role: důchodní v.v., nájemník
- 1941 Nebe a dudy – role: továrník Rudolf Bartoš
- 1941 Paličova dcera – role: Podleský
- 1941 Přednosta stanice – role: generální inspektor Kokrhel
- 1941 Roztomilý člověk – role: advokát Kouřil
- 1941 Provdám svou ženu – role: gen. ředitel Merhaut
- 1941 Tetička – role: Dusbaba
- 1941 Noční motýl – role: zaměstnavatel Marty
- 1941 Těžký život dobrodruha – role: policejní inspektor Tichý
- 1942 Valentin Dobrotivý – role: přednosta kanceláře
- 1942 Ryba na suchu – role: starosta Hořánek
- 1942 Městečko na dlani – role: Zimmerheier
- 1942 Karel a já – role: Tonda
- 1942 Zlaté dno – role: Neškudla
- 1943 Žíznivé mládí – role: četnický strážmistr
- 1943 Tanečnice – role: ředitel ND
- 1943 Bláhový sen – role: Otakar Stárek
- 1943 Šťastnou cestu – role: ředitel obchodního domu
- 1944 U pěti veverek – role: hostinský Pulec
- 1944 Neviděli jste Bobíka? – role: Čtvrtek
- 1944 Počestné paní pardubické – role: purkmistr
- 1944 Paklíč – role: Vilibald Škarda alias Čepelka
- 1945 Prstýnek – role: farář
- 1945 Řeka čaruje – role: Jaroslav Lebeda
- 1946 Třináctý revír – role: revírní inspektor Čadek
- 1946 Průlom – role: Dudáček
- 1946 Lavina – role: dr. Urban
- 1946 Nezbedný bakalář – role: primas Rakovníka
- 1946 Právě začínáme – role: Vosáhlo
- 1947 Poslední mohykán – dvojrole: starožitník Bořivoj Kohout / lesní Jaroslav Kohout
- 1947 Čapkovy povídky – role: Bartošek
- 1947 Nikdo nic neví – role: Martin Plechatý
- 1948 Železný dědek – role: Matys
- 1949 Výlet pana Broučka do zlatých časů – role: Matěj Brouček
- 1949 Němá barikáda – role: strážník Brůček
- 1949 Revoluční rok 1848 – role: Fastr

### 50. léta
- 1950 Veselý souboj – role: Javorin starší
- 1950 Bylo to v máji – role: Šebesta
- 1952 Velké dobrodružství – role: Vojta Náprstek
- 1952 Haškovy povídky ze starého mocnářství – role: rada Benzet
- 1952 Dovolená s Andělem – role: Gustav Anděl
- 1952 Plavecký mariáš – role: Váňa
- 1953 Jestřáb kontra Hrdlička – role: Jestřáb
- 1953 Expres z Norimberka – role: Čapek
- 1954 Ještě svatba nebyla – role: Ambrož
- 1954 Cirkus bude! – role: Liška
- 1955 Hudba z Marsu – role: Václav Řehák
- 1955 Anděl na horách – role: Gustav Anděl
- 1955 Vzorný kinematograf Haška Jaroslava – role: Honzátko
- 1956 Kudy kam? – role: přísedící soudu Macek
- 1956 Váhavý střelec – role: Jakub Něnička
- 1957 Případ ještě nekončí – role: Zouplna
- 1957 Poslušně hlásím – role: strážmistr Flanderka
- 1958 O věcech nadpřirozených – role: Tajemství písma – soudce
- 1959 Pět z milionu – role: Karpíšek
- 1959 Slečna od vody – role: Pokorný
- 1959 Král Šumavy – role: respicient finanční stráže Beran
- 1959 O medvědu Ondřejovi – role: král

### 60. léta
- 1960 Chlap jako hora – role: Fabián
- 1960 Sedmý kontinent – role: bagrista Rubeš
- 1962 Neděle ve všední den – role: Válek
- 1962 Velká cesta – role: generál
- 1963 Einstein kontra Babinský – role: Vorlíček
- 1964 Zkáza Jeruzaléma – role: farář
- 1964 Táto, sežeň štěně! – role: šéfredaktor
- 1964 Čintamani a podvodník – role: policejní rada
- 1965 Horký vzduch – role: Mareček
- 1965 Ztracená tvář – role: komisař
- 1966 Fantom Morrisvillu – role: Brumpby
- 1967 Klec pro dva – role: Martin
- 1968 Šíleně smutná princezna – role: král Jindřich
- 1969 Touha zvaná Anada – role: Michal

### 70. léta
- 1970 Muž, který rozdával smích (dokumentární film) – role: sám sebe
- 1970 Partie krásného dragouna – role: policejní rada Vacátko
- 1970 Pěnička a Paraplíčko – role: policejní rada Vacátko
- 1971 Vražda v hotelu Excelsior – role: policejní rada Vacátko
- 1971 Smrt černého krále – role: policejní rada Vacátko
- 1972 Štědrý večer pana rady Vacátka – role: policejní rada Vacátko
- 1973 Noc na Karlštejně – role: purkrabí (poslední filmová role)

## Televize
- 1964 Příběh dušičkový (TV inscenace) – role: revident Koláč
- 1965 Ze života hmyzu (TV záznam divadelního představení) – role: chrobák
- 1968 Hříšní lidé města pražského (TV seriál) – role: policejní rada Vacátko
- 1971 F. L. Věk (TV seriál) – role: regenschori František Havránek
- 1971 Růže a prsten (TV pohádka) – role: král
- 1973 Bláznova smrt (TV film) – role: Josef Krempa (poslední role v televizi)

## Rozhlas
- 1964 Jiří Haussmannː Velkovýroba ctnosti,  režieː Jiří Horčička, vydal Radioservis Praha 2021.
- 1966 Šípková Růženka, roleː král, režieː Jan Berger, vydal Radioservis Praha 2014.
- 1967 Peter Karvašː Sedm svědků (drama), roleː druhý svědek, režieː Jiří Horčička.
- 1967 Vladimír Kovaříkː Tři příběhy barona Prášila, četl Jaroslav Marvan, vydal Radioservis Praha 2014